# Manor Solomon
Manor Solomon, hebr. מנור סולומון (ur. 24 lipca 1999 w Kefar Sawie, Izrael) – izraelski piłkarz, grający na pozycji napastnika w angielskim klubie Leeds United, do którego jest wypożyczony z Tottenham Hotspur oraz w reprezentacji Izraela.

## Kariera piłkarska

### Kariera klubowa
Wychowanek klubów Hapoel Kefar Sawa i Maccabi Petach Tikwa, w barwach którego w 2016 rozpoczął karierę piłkarską. 11 stycznia 2019 podpisał kontrakt z Szachtarem Donieck.

## Kariera reprezentacyjna
Występował w juniorskiej i młodzieżowej reprezentacji Izraela. 7 września 2018 debiutował w barwach narodowej reprezentacji Izraela przeciwko Albanii.

## Sukcesy

### Szachtar Donieck
- Mistrzostwo Ukrainy: 2018/19, 2019/20, 2021/22
- Puchar Ukrainy: 2018/19
- Superpuchar Ukrainy: 2021